# مؤتمر مطوري الألعاب
مؤتمر مطوري الألعاب (بالإنجليزية: Game Developers Conference)‏ شهير بـ جي دي سي (بالإنجليزية: GDC)‏ هو مؤتمر يقام سنويا للمطوري الألعاب، أول ظهور لمؤتمر كان في عام 1986 وهو ويضم العديد من المطورين حول العالم.